# Eduard Weigl

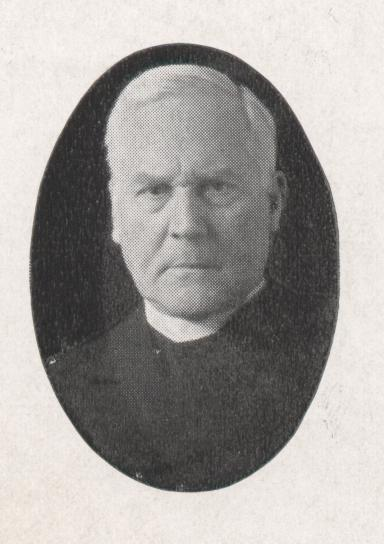
Eduard Weigl, Päpstlicher Hausprälat

Eduard Weigl (* 31. Mai 1869 in Lackenhäuser, Bayerischer Wald; † 4. Februar 1960 in München) war Priester der Diözese Passau, später im Erzbistum München und Freising und Ordinarius der Pastoraltheologie, Homiletik und Liturgik an der Universität München. Von 1909 bis 1946 war er Direktor des Erzbischöflichen Priesterseminars Georgianum in München. Er trug den Ehrentitel Päpstlicher Hausprälat.

## Leben
Eduard Weigl wurde 1869 als Sohn des aus Tiefenbach in der Oberpfalz stammenden königlichen Zolleinnehmers Johann Michael Weigl und seiner Frau Therese, geborene Drexler in Lackenhäuser (seit 1978 ein Ortsteil von Neureichenau), Bayerischer Wald, Diözese Passau geboren. 1889 legte er sein Abitur ab und studierte anschließend Philosophie in Passau. Von 1890 an besuchte er als Alumne das erzbischöfliche Seminar Georgianum in München und empfing 1893 die Priesterweihe. Danach wirkte Weigl als Koadjutor (Hilfsgeistlicher) in Passau und Bad Birnbach, bevor man ihn 1897 zum Subregens des Bischöflichen Klerikalseminars in Passau ernannte. 1900 erfolgte seine Promotion zum Dr. der Theologie in München, anschließend avancierte der Priester 1901 zum Direktor des Klerikalseminars Passau. 1909 berief ihn Erzbischof (später Kardinal) Franziskus von Bettinger zum  Direktor des renommierten Münchner Priesterseminars Georgianum. Im gleichen Jahr wurde er auch Ordinarius der Pastoraltheologie an der Münchner Universität, als Nachfolger von Andreas Schmid (1840–1911). Eduard Weigl sollte – ebenso wie als Rektor des Georgianums – der am längsten tätige Amtsinhaber werden. Er hatte den Lehrstuhl 30 Jahre lang, bis 1939 inne und musste dabei die schwierige Zeit des Ersten Weltkriegs, der Revolution und des NS-Regimes bestehen. Zunächst Privatdozent für Kirchengeschichte, hielt er aber auch liturgische und pastoraltheologische Vorlesungen, dozierte Rubrizistik und korrigierte schriftliche und mündliche Predigtversuche der Alumnen. Bis zur gewaltsamen Schließung der Theologischen Fakultät im Jahr 1939 gingen durch seine Hände etwa 40 Jahrgänge von Theologiestudenten, worunter sich auch der Dogmatiker Michael Schmaus befand, dessen Schüler wiederum der spätere Papst, Benedikt XVI. ist. Weigls nüchterne, von der ratio geprägte Theologie war stark von den Kirchenvätern beeinflusst; trotz hoher liturgischer Gesinnung blieb ihm die experimentelle „Liturgische Bewegung“ zeitlebens fremd.
Auch im Georgianum war Eduard Weigl der Direktor mit der längsten Amtszeit. Er amtierte dort von 1909 bis 1946, modernisierte das Haus grundlegend  (elektrisches Licht, Zentralheizung, Wasser in den Schlafsälen) und steuerte es durch die Klippen des Ersten Weltkriegs, der Räterepublik, des Zweiten Weltkriegs, der NS-Diktatur und der anschließenden Besatzungszeit. Generationen von Priestern durchliefen das Seminar während er amtierte und wurden so von ihm geprägt; allerdings war der Seminarbetrieb im Georgianum ab 1939 zwangsweise unterdrückt und konnte erst Ende 1945 wieder aufgenommen werden. Direktor Weigl war jedoch im Haus wohnen geblieben und sorgte auch dafür, dass die hauptsächlich von seinem Vorgänger Andreas Schmid zusammengetragene Kunstsammlung den Krieg weitgehend heil überstand. Er ließ sinnvollerweise alle beweglichen Kunstwerke an verschiedene Orte auslagern, vor allem in Pfarrhäuser.
Eduard Weigl war bis 1937 Mitherausgeber der Münchner Studien zur historischen Theologie, ferner Mitarbeiter am Lexikon für Theologie und Kirche sowie Verfasser einer Vielzahl theologischer Schriften. Bereits Pfingsten 1918 hatte Weigl als Rektor der Münchner Universität, zusammen mit dem berühmten bayerischen Kunsthistoriker Hans Karlinger das Büchlein Bilder aus Altbayern herausgegeben, laut Vorwort Weigls eine Gabe der Universität München an ihre im Felde stehenden Kommilitonen und gleichzeitig ein Begrüßungsgeschenk für jene Studenten, die sich in den letzten Monaten des schrecklichen Krieges dort einschreiben durften.